# 십이처
12처(十二處)는 불교의 여러 일체법 분류체계 또는 분석방식 중 하나로, 존재 전체를 안처(眼處) · 이처(耳處) · 비처(鼻處) · 설처(舌處) · 신처(身處) · 의처(意處)의 6근(六根) · 6내처(六內處) 또는 6내입처(六內入處)와 색처(色處) · 성처(聲處) · 향처(香處) · 미처(味處) · 촉처(觸處) · 법처(法處)의 6경(六境) · 6외처(六外處) 또는 6외입처(六外入處)의 총 12가지 처(處)로 분류 또는 분석하는 법체계이다.
12처는 12입(十二入) 또는 12입처(十二入處)라고도 한다.
12처(十二處)에서 처(處, 산스크리트어: āyatana, 팔리어: āyatana)는 마음[心]과 마음작용[心所]을 생장(生長: 생겨나고 증대됨)시키는 문(門, dvāra)이라는 뜻을 가진다. 이것은, 달리 말하면, 12처의 각 처(處)가 현재 생겨나 있지 않은 마음과 마음작용을 생겨나게 하고 이미 생겨나 있는 마음과 마음작용의 세력을 강화시키는 역할을 한다는 것을 의미한다.
12처에서 마음에 해당하는 의처(意處)와 마음작용과 마음작용의 대상을 합친 것에 해당하는 법처(法處)를 제외한 나머지 10가지 처, 즉 5근(五根)과 5경(五境)을 통칭하여 10색입(十色入) 또는 10색처(十色處: 마음과 마음작용을 생겨나게 하고 강화시키는 10가지 물질의 문)라고 하는데, 부파불교의 전승에 따르면, 고타마 붓다는 유독 물질[色]에 어리석어 물질을 나[我]라고 집착하는 유형의 수행자들에게 물질을 5근(五根)과 5경(五境), 즉 10색처로 나누어 상세히 설명하는 12처를 설하였다고 한다.

## 12처
12처를 현대적인 용어로 풀이하면 "대략" 다음과 같다.
1. 6근(六根) 또는 6내처(六內處): 주관
  1. 안처(眼處): 시각 기관, 즉 눈
  2. 이처(耳處): 청각 기관, 즉 귀
  3. 비처(鼻處): 후각 기관, 즉 코
  4. 설처(舌處): 미각 기관, 즉 혀
  5. 신처(身處): 촉각 기관, 즉 몸
  6. 의처(意處): 인식과 생각의 기관, 즉 마음(의식)
2. 6경(六境) 또는 6외처(六外處): 객관
  1. 색처(色處): 시각 기관의 지각 대상, 즉 색깔이나 형태(모양과 크기)를 가진 물질 일반, 즉 소리 · 냄새 · 맛 · 감촉을 제외한 모든 물질적 성질
  2. 성처(聲處): 청각 기관의 지각 대상, 즉 소리
  3. 향처(香處): 후각 기관의 지각 대상, 즉 냄새
  4. 미처(味處): 미각 기관의 지각 대상, 즉 맛
  5. 촉처(觸處): 촉각 기관의 지각 대상, 즉 감촉
  6. 법처(法處): 마음작용 및 마음작용의 대상

마지막 법처(法處)의 마음작용의 대상에는 특히 무위법(열반 · 진여 · 법성 등)이 포함된다. 무위법을 제외하면 법처(法處)의 마음작용의 대상은 대체로 개념(또는 비물질적 사물)이라 할 수 있다.
법처(法處)의 마음작용으로는 탐욕 · 성냄 · 어리석음 · 탐욕 없음 · 성냄지 않음 · 지혜로움 · 인식 · 표상 · 분석 · 종합 · 판단 · 생각 · 욕구 · 의지 · 관조 · 집중 · 몰입 등이 있다.

## 3과와 12처
12처는 초기불교 때부터 널리 사용되어온 일체법의 분류체계 또는 분석방식인 5온(五蘊) · 12처(十二處) · 18계(十八界)의 3과(三科)의 하나이다. 즉, 고타마 붓다는 가르침을 펼치는 중에 존재 전체를 한편으로는 5온을 통해 설명하기도 하고, 한편으로는 12처를 통해 설명하기도 하고, 한편으로는 18계를 통해 설명하기도 하였다고 전하는데, 이 3가지는 초기불교 이래 불교 전반에서 널리 사용되는 기본적인 존재 분류체계 또는 분석방식, 즉 기본적인 법체계가 되었다. 그리고 초기불교의 이 3가지 법체계들은 고타마 붓다가 반열반에 든 후의 후대에서 더욱 심화 · 발전되어 부파불교의 설일체유부의 5위 75법의 법체계와 대승불교의 유식유가행파와 법상종의 5위 100법의 법체계 등으로 나타났다.
《구사론》 등의 아비달마 논서들에 따르면, 고타마 붓다가 5온(五蘊) · 12처(十二處) · 18계(十八界)의 3가지 법체계, 즉 3과(三科)의 분석방식으로 가르침을 편 것은 다음의 3가지 이유 때문이라고 한다.
1. 수행자의 어리석음에 3가지 유형이 있기 때문이다.
2. 수행자의 근기(根機: 가르침을 받을 수 있는 능력)에 3가지 유형이 있기 때문이다.
3. 수행자가 좋아하는 것에 3가지 유형이 있기 때문이다.

첫 번째의 수행자의 어리석음의 3가지 유형과 해당 유형의 수행자들에 대해 고타마 붓다가 가르친 법체계는 다음과 같다고 한다.
1. 마음작용[心所]에 어리석어 마음작용을 모두 나[我]라고 집착하는 유형:
마음작용을 수(受: 지각) · 상(想: 표상) · 행(行: 思라고도 한다, 욕구와 의지)으로 나누어 상세히 설명하는 5온을 설하였다.
2. 유독 물질[色]에 어리석어 물질을 나[我]라고 집착하는 유형:
물질을 5근(五根)과 5경(五境)으로 나누어 상세히 설명하는 12처를 설하였다.
3. 물질[色]과 마음[心: 여기서는, 마음과 마음작용을 합한 것] 모두에 어리석어 물질과 마음(여기서는, 마음과 마음작용을 합한 것)의 개별 또는 화합체를 나[我]라고 집착하는 유형:
물질과 마음(여기서는, 마음과 마음작용을 합한 것)을 각각 10가지와 8가지로 나누어 상세히 설명하는 18계를 설하였다.

두 번째의 수행자의 근기(根機: 가르침을 받을 수 있는 능력)의 3가지 유형과 해당 유형의 수행자들에 대해 고타마 붓다가 가르친 법체계는 다음과 같다고 한다.
1. 예리한[利] 근기의 유형: 5온을 설하였다.
2. 중간[中] 근기의 유형: 12처를 설하였다.
3. 둔중한[鈍] 근기의 유형: 18계를 설하였다.

세 번째의 수행자가 좋아하는 것의 3가지 유형과 해당 유형의 수행자들에 대해 고타마 붓다가 가르친 법체계는 다음과 같다고 한다.
1. 간략한 글[略文]을 좋아하는 유형: 5온을 설하였다.
2. 중간의 글[中文]을 좋아하는 유형: 12처를 설하였다.
3. 자세한 글[廣文]을 좋아하는 유형: 18계를 설하였다.

## 주요 경문
일체법을 12처로 분류하여 분석하는 것과 관련하여 고타마 붓다의 사상을 잘 보여주는 간략하면서도 함축적인 짧은 경문(經文)으로 《잡아함경》 제13권의 제319경이 종종 인용되곤 한다. 이 제319경을 보통 〈일체경(一切經)〉이라고 한다. 〈일체경(一切經)〉은 생문(生聞)이라는 이름의 브라만, 즉 당시의 힌두교인 브라만교의 사제 또는 수행자였던 어떤 사람이 고타마 붓다에게 "무엇이 일체의 존재, 즉 나 자신을 포함한 우주 만물 그 자체 또는 우주 만물의 실체입니까?"하고 묻는 것으로 시작되며, 이 물음에 대한 고타마 붓다의 대답으로 이루어져 있다.
한편, 이 경문에서 고타마 붓다는 질문을 던진 생문(生聞) 브라만에게 5온 · 12처 · 18계의 3과(三科) 가운데 12처를 설하고 있는데, 부파불교의 전승에 따르면, 12처의 법체계는 유독 물질[色]에 무지한 수행자들이 그 무지 때문에 [오히려] 가지게 되는 "물질[色]을 나[我]라고 집착하는 오류"를 대치(對治)하기 위해, 물질[色]을 5근(五根)과 5경(五境)으로 나누어 상세히 설명하는 법체계이다.
「瞿曇！所謂一切者，云何名一切？」
佛告婆羅門：「一切者，
謂十二入處，眼色、耳聲、鼻香、舌味、身觸、意法，
是名一切。若復說言此非一切，
沙門瞿曇所說一切，我今捨，別立餘一切者，彼但有言說，
問已不知，增其疑惑。所以者何？非其境界故。

생문(生聞) 브라만이 고타마 붓다에게 "흔히들 일체(존재 전체, 우주, 나)라는 말을 하는데, 일체(존재 전체, 우주, 나)란 무엇입니까?"라고 물었다.

고타마 붓다는 다음과 같이 답하였다.

"일체(존재 전체, 우주, 나)라는 것은 12입처(十二入處)를 말한다. 즉
안근과 색경, 이근와 성경, 비근와 향경, 설근과 미경, 신근과 촉경, 의근(정확히는 의처)과 법경의
12가지를 일체(존재 전체, 우주, 나)라고 한다.

"만약 당신이 '나는 사문(沙門) 고타마가 말하는 일체(존재 전체, 우주, 나)를 [진정한 일체라고
인정할 수 없으므로, 그가 말하는] 일체(존재 전체, 우주, 나)를 버리고 다른 일체(존재 전체, 우주, 나)를 세우겠다'고 말한다면,
그렇게 해서 세우는 일체(존재 전체, 우주, 나)는 단지 말에 지나지 않는 것일 뿐이다. [즉, 실제의 일체(존재 전체, 우주, 나)를 외면하고 개념적으로 만들어낸 가설일 뿐이다.]

"그렇기 때문에, 누군가 일체(존재 전체, 우주, 나)에 대해 [당신에게] 물어도
그 사람은 [당신의 대답에서 일체(존재 전체, 우주, 나)에 대한]
지식을 얻지 못할 것이며
오히려 [당신의 주장 또는 이론 때문에] 더 큰 의문만 가지게 될 것이다. 왜 그런가?
[당신이 12처라는 일체법의 체계를 버리고, 임의대로 생각하여]
그렇게 세운 일체(존재 전체, 우주, 나)는 경계(境界: 세력 범위이자 작용 대상, 즉 실제로 존재하는 것)가 아니기 때문이다.
[즉, 그렇게 세운 일체(존재 전체, 우주, 나)는 6근과 6경과는 멀리 떨어진
가설적인 것, 개념적인 것, 즉 말만의 것이기 때문에
경험(수행)으로 확인할 수 있는 것이 아니라
말(개념)로 이렇게도 저렇게도 이론을 계속 세워나갈 수 있는
그런 대상이기 때문이다.]"— 《잡아함경》 제13권 제319경. 한문본 과 한글본

12처을 설하고 있는 다른 주요 경문으로는 상좌부 불교의 《중부(中部, 맛지마 니까야)》의 제148경인 〈육륙경(六六經)〉, 부파불교의 《중아함경(中阿含經)》의 제21권 제86경인 〈설처경(說處經)〉, 《잡아함경(雜阿含經)》의 제13권 제304경인 〈육륙경(六六經)〉 등이 있다.
- 중부의 육륙경 (제148경): 팔리어본 과 영문본 (1) & (2)
- 중아함경의 설처경 (제86경): 한문본 과 한글본[깨진 링크(과거 내용 찾기)]
- 잡아함경의 육륙경 (제304경): 한문본 과 한글본[깨진 링크(과거 내용 찾기)]

## 같이 보기
- 반야심경
- 오근
- 온 (불교)

## 참고 문헌
- 구나발타라(求那跋陀羅) 한역 (K.650, T.99). 《잡아함경(雜阿含經)》. 한글대장경 검색시스템 - 전자불전연구소 / 동국역경원. K.650(18-707), T.99(2-1). |title=에 외부 링크가 있음 (도움말)
- 권오민 (2003). 《아비달마불교》. 민족사.
- 운허.  동국역경원 편집, 편집. 《불교 사전》. |title=에 외부 링크가 있음 (도움말)
- 세친 지음, 현장 한역, 권오민 번역. 《아비달마구사론》. 한글대장경 검색시스템 - 전자불전연구소 / 동국역경원. |title=에 외부 링크가 있음 (도움말)
- (중국어) 星雲. 《佛光大辭典(불광대사전)》 3판. |title=에 외부 링크가 있음 (도움말)

## 주해
1. 1 2  
내외(內外)는 내적인 것[內]과 외적인 것[外]을 말한다. 《구사론》의 설일체유부의 교학[깨진 링크(과거 내용 찾기)] 에 따르면, 마음, 즉 6식(識)은 아집(我執, ahaṃkāra)의 의지처가 되기 때문에 나[我]라고 가설할 수 있는데, 이럴 경우, 12처(處) 중 내적인 것은 나[我]의 소의(所依)가 되는 가까운 것인 6근(根), 즉 앞의 6처(處)를 말하며, 외적인 것은 나[我]의 소연(所緣)이 되는 먼 것인 6경(境), 즉 뒤의 6처(處)를 말한다. 18계(界)의 경우, 내적인 것은 나[我]의 소의(所依)가 되는 가까운 것인 6근(根)과 6식(識)을 말하며, 외적인 것은 나[我]의 소연(所緣)이 되는 먼 것인 6경(境)을 말한다.
2. ↑  《잡아함경》의 제319경인 이 〈일체경(一切經)[깨진 링크(과거 내용 찾기)]〉 다음의 경인 제320경  〈일체유경(一切有經)[깨진 링크(과거 내용 찾기)]〉에서 '실제로 존재한다는 것'이 어떤 의미인지를 생문 브라만이 다시 고타마 붓다에게 묻고 있으며, 고타마 붓다는 그 물음에 답하고 있다.